# Calcareoboea
Calcareoboea é um género botânico pertencente à família Gesneriaceae.

## Espécie
Calcareoboea coccinea

## Nome e referências
Calcareoboea C.Y.Wu